# Connecteur Type 2

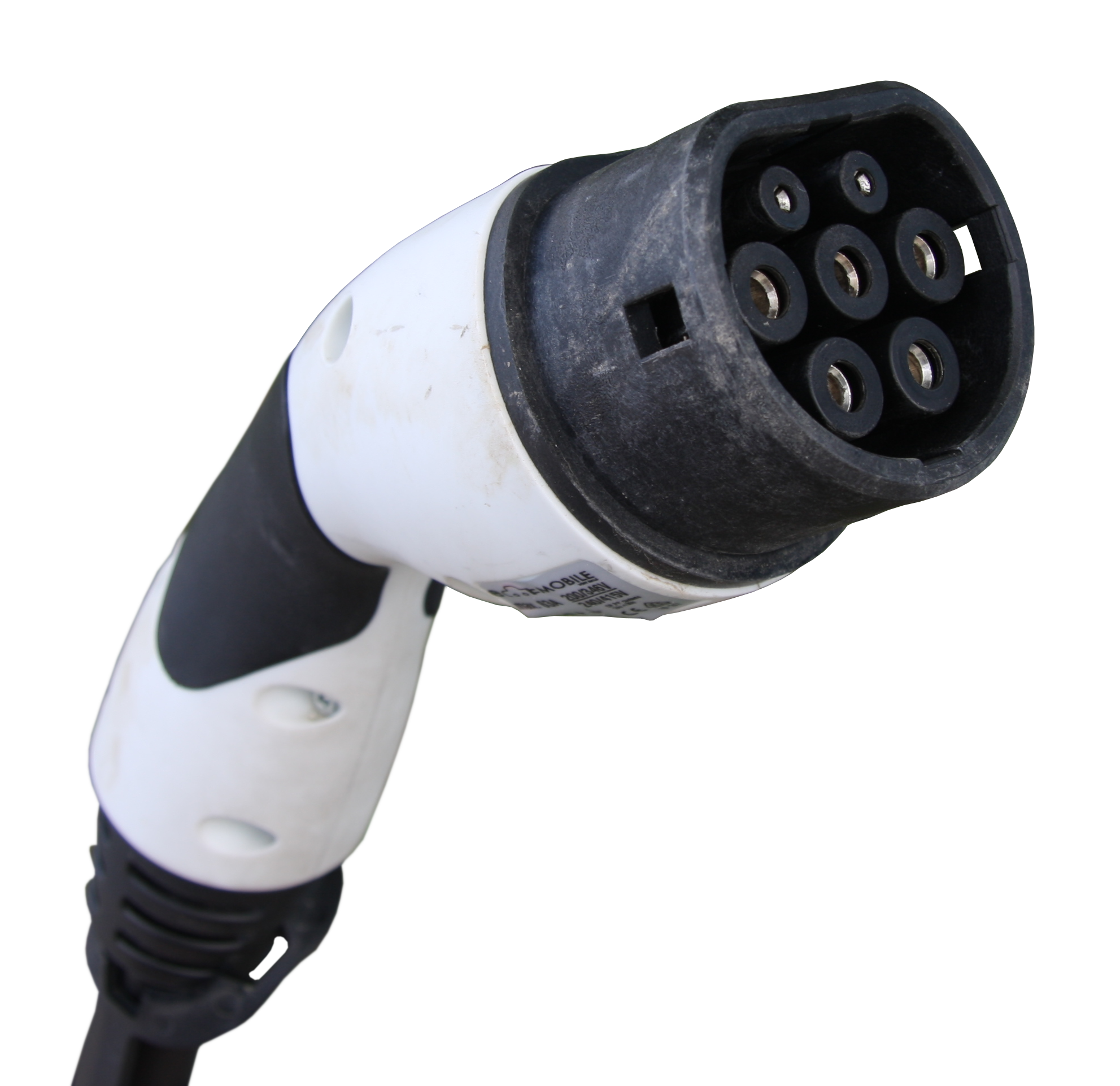
Connecteur Type 2

Le connecteur Type 2 est un connecteur de recharge lente à semi-rapide des véhicules électriques à batterie, normalisé sous le numéro CEI 62196. Il est aussi parfois appelé "connecteur Mennekes", du nom de la société allemande qui l'a conçu en premier. Il est de forme circulaire, avec un méplat sur la partie haute. Il peut délivrer des puissances de 3 à 50 kW (ou jusqu'à 150 kW avec la version modifiée par Tesla), soit en courant alternatif (CA) monophasé ou triphasé, soit en courant continu (CC). En janvier 2013, le connecteur CEI 62196 Type 2 a été sélectionné par la Commission européenne en tant que standard officiel de la recharge au sein de l'Union européenne. Il a depuis été adopté comme standard dans d'autres pays hors Europe, par exemple la Nouvelle-Zélande.
Le connecteur Type 2 a aussi été normalisé en Amérique du Nord pour la recharge en courant alternatif triphasé sous le numéro SAE J3068. Il utilise un bus LIN (Local Interconnect Network) pour la partie signalisation, basée sur la norme IEC 61851-1 Edition 3 Annexe D,.
En Chine, la norme Guobiao GB/T 20234.2-2015 pour la recharge CA prévoit des câbles équipés aux deux extrémités de connecteurs Type 2 mâles et une prise femelle sur les véhicules - le contraire du reste du monde, et avec un protocole de contrôle différent.

## Description
Les véhicules sont équipés d'une prise mâle normalisée, tandis que les bornes de recharge sont elles équipées d'une prise femelle qui est fixée soit directement sur la borne, soit au bout d'un câble flexible attaché de manière permanente à la borne par l'autre extrémité. Une borne de recharge avec un câble attaché s'utilise presque comme un pompe à essence et lorsqu'aucun câble fixe n'est disponible, un câble mâle-femelle séparé est utilisé pour accrocher le véhicule soit en utilisant la station de charge, soit à partir d'un connecteur industriel traditionnel (IEC 60309-2 ou P17).
La connectique Type 2 a été proposée à l'origine par Mennekes (en) en 2009, ce qui a conduit au nom familier de « Mennekes ». Le système a ensuite été testé et normalisé par Union de l'industrie automobile allemande (VDA) sous le nom « VDE-AR-E 2623-2-2 », puis recommandé par Association des constructeurs européens d'automobiles (ACEA) en 2011. À partir de 2015, le Type 2 est destiné à remplacer les anciens connecteurs de véhicule utilisés pour la recharge CA au sein du réseau de véhicules électriques européen, en remplaçant à la fois SAE J1772 (en) et EV Plug Alliance Types 3A et 3C. Pour la charge CC, la prise Combo 2 (Type 2 complété par 2 broches CC) deviendra la norme dans les voitures, à la place des prises CHAdeMO (Type 4). La période de transition devrait durer jusqu'en 2020.
Le connecteur CEI 62196 Type 2 est utilisé sous une forme légèrement modifiée par Tesla sur ses véhicules vendus en Europe (Model S, Model X...), et sur les bornes Superchargeur de son réseau de recharge européen. Depuis 2017, Tesla est le seul constructeur automobile à proposer sur la base de la norme CEI 62196-2 la recharge en courant alternatif et en courant continu. Cependant, pour la charge en courant continu, Tesla prévilégie en Europe la technologie Combined Charging System (CCS), correspondant à la norme CEI 62196-3.

## Broches

Différents modes de fonctionnement de la recharge en Type 2

Les connecteurs Type 2 comptent sept broches : deux petites et cinq grandes. La rangée du haut se compose de deux petites broches pour la signalisation. La rangée du milieu contient trois broches : la broche centrale est utilisée pour la mise à la terre, tandis que les deux broches extérieures sont utilisées pour l'alimentation électrique, éventuellement en conjonction avec les deux broches de la rangée inférieure qui servent également pour l'alimentation électrique. Trois broches sont toujours utilisées aux mêmes fins :
- Proximity pilot (PP) - fil pilote de proximité : signalisation de pré-insertion
- Control pilot (CP) - fil pilote de contrôle : signalisation post-insertion
- Protective earth (PE) - mise à la terre : mise à la terre de protection - 6 mm de diamètre[9].

L'affectation des quatre broches d'alimentation dépend du mode de fonctionnement:
- Neutre (N) et ligne 1 (L1): AC monophasé
- Phases neutres (N) et 3 phases (L1, L2 et L3): CA triphasé
- Neutre (N) et ligne (L1); négatif (-) et positif (+): combiné CA monophasé et CC à faible puissance
- Négatif (-) et positif (+): courant continu faible puissance
- Négatif (-, -) et positif (+, +): courant continu moyenne puissance

La communication a lieu sur les broches de signalisation entre le chargeur, le câble et le véhicule pour garantir que le plus grand dénominateur commun du couple tension-courant est sélectionné.

## Recharge rapide en courant continu (CC)

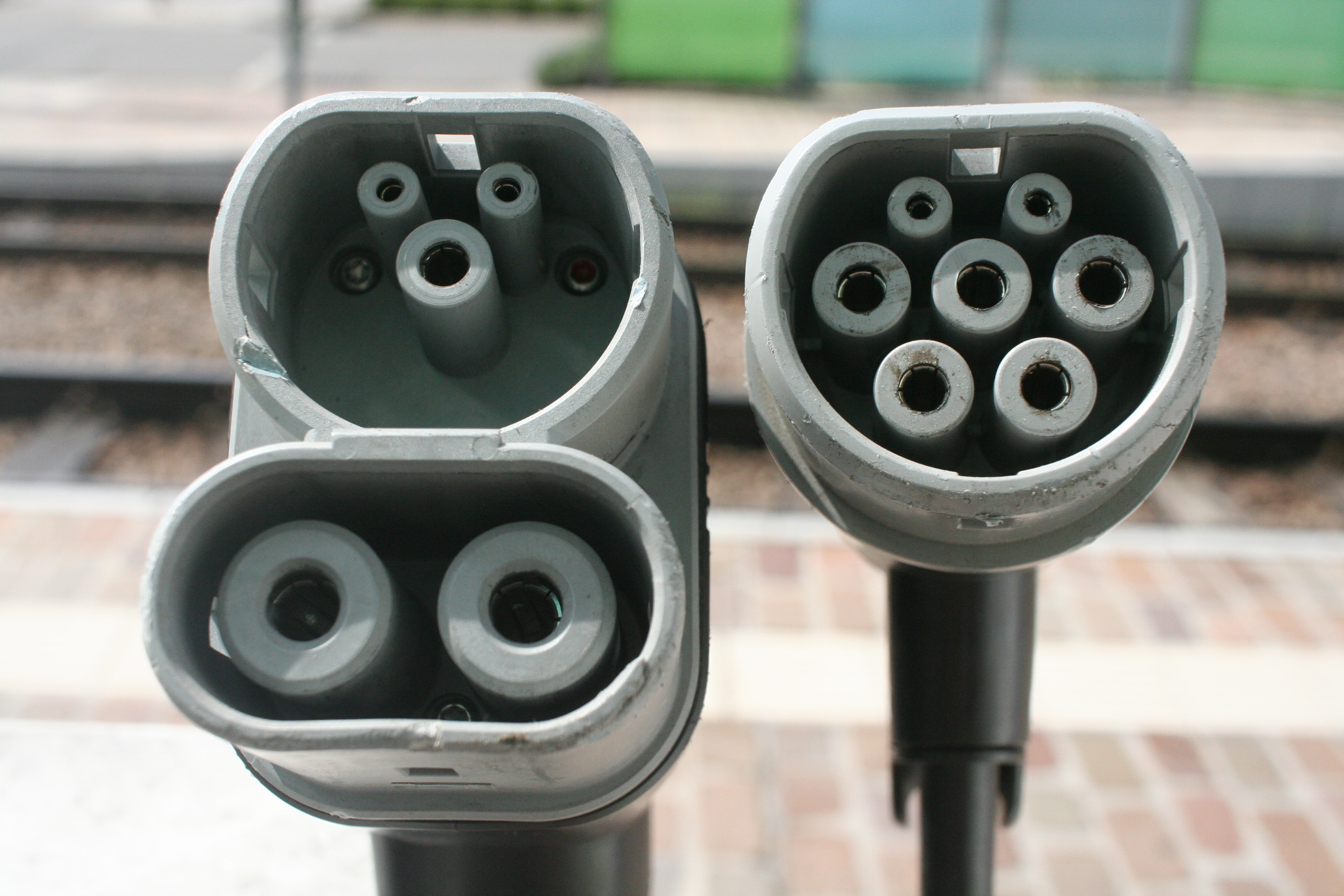
Par rapport au connecteur Type 2 (à droite), le connecteur CCS Combo 2 (à gauche) se caractérise par les deux grosses broches supplémentaires pour courant continu (CC) et les 4 broches pour courant alternatif (CA) supprimées.

Le connectique CCS Combo 2 pour la recharge rapide CC est constituée d'un connecteur Type 2 complété en dessous de 2 broches supplémentaires pour le courant continu.

## Galerie

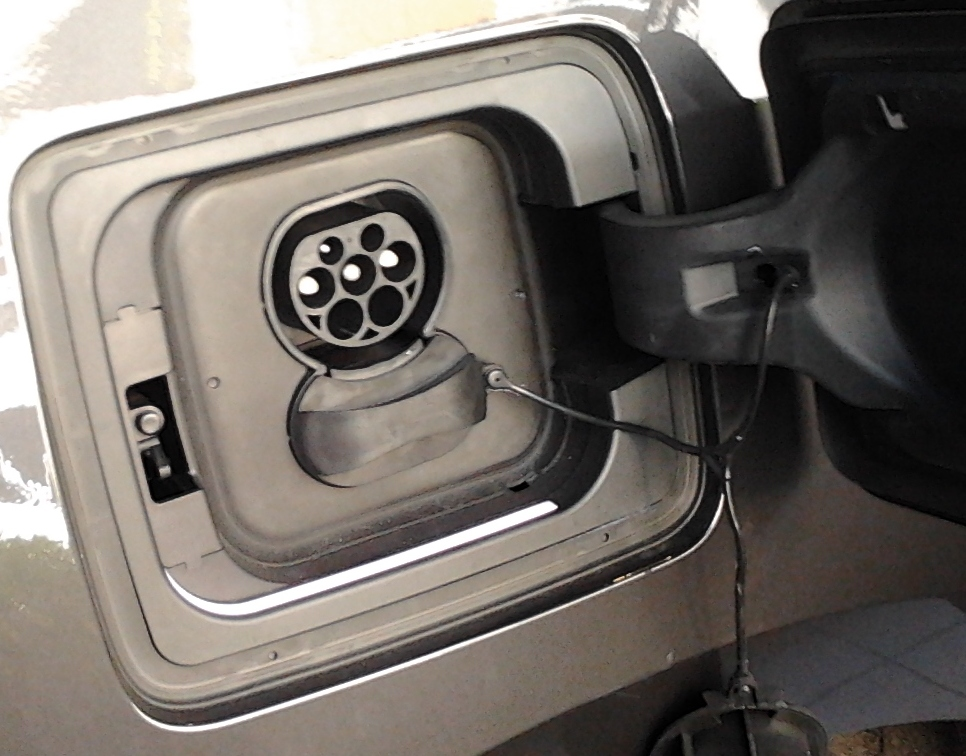
Prise de recharge Type 2 (mâle)
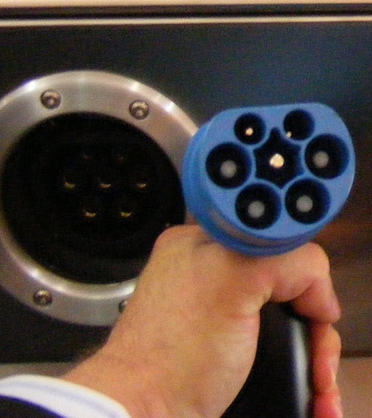
Prise Type 2 femelle sur station de recharge et le connecteur mâle correspondant (en bleu). En Chine, les câbles ont des connecteurs mâles aux deux extrémités.
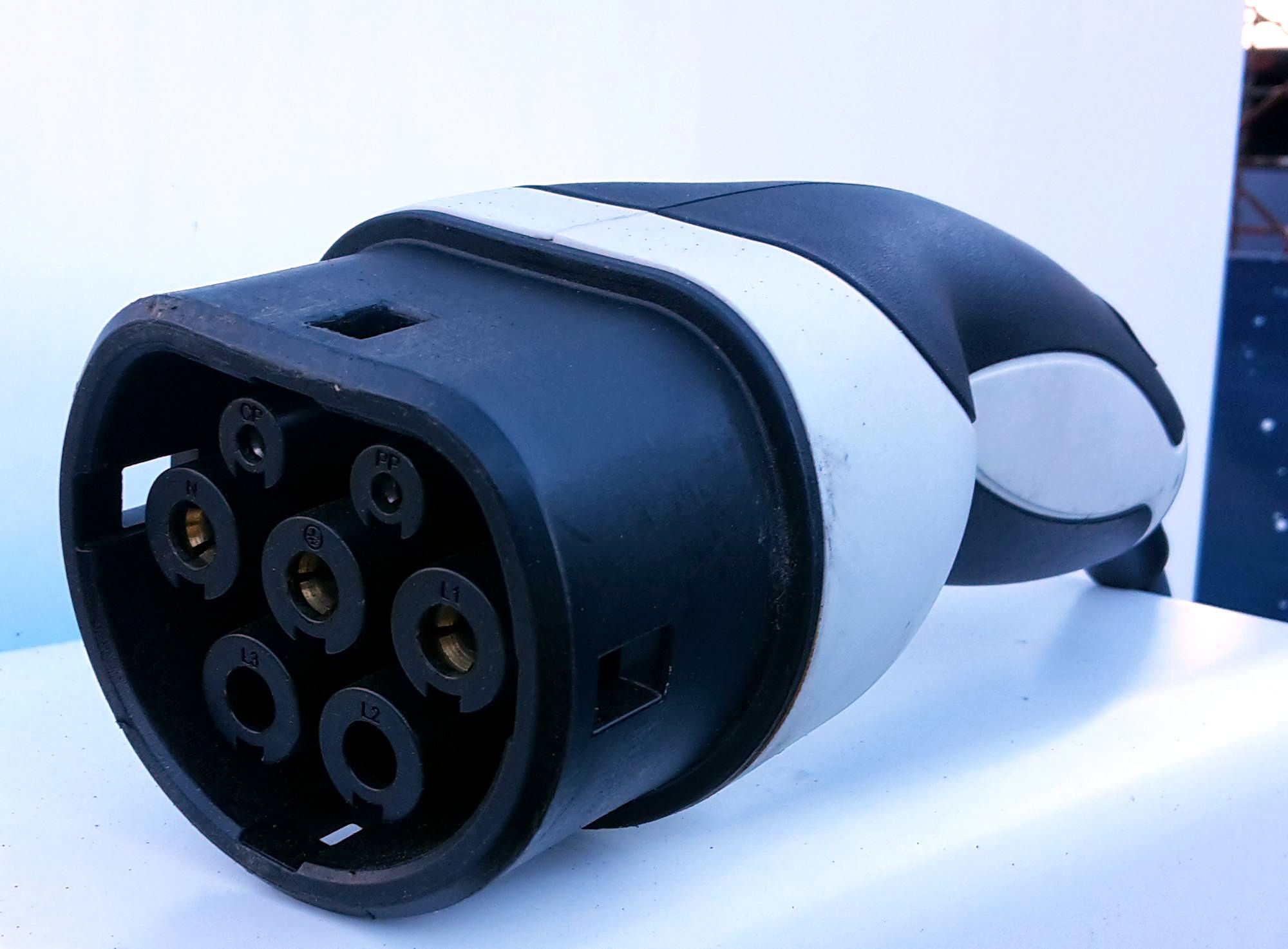
Connecteur Type 2 (ou Mennekes) femelle
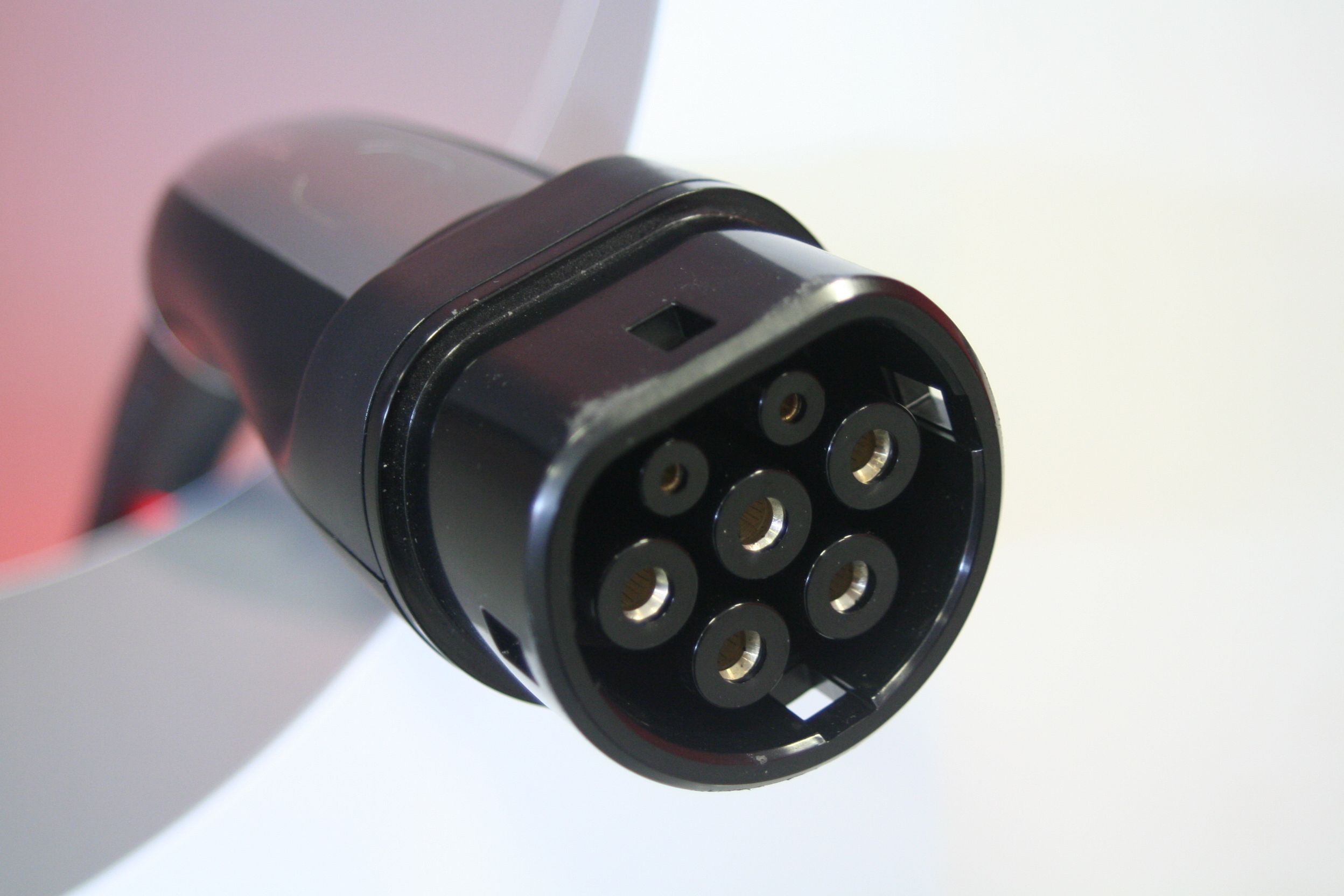
En Europe, le connecteur Tesla Superchargeur est compatible avec le Type 2
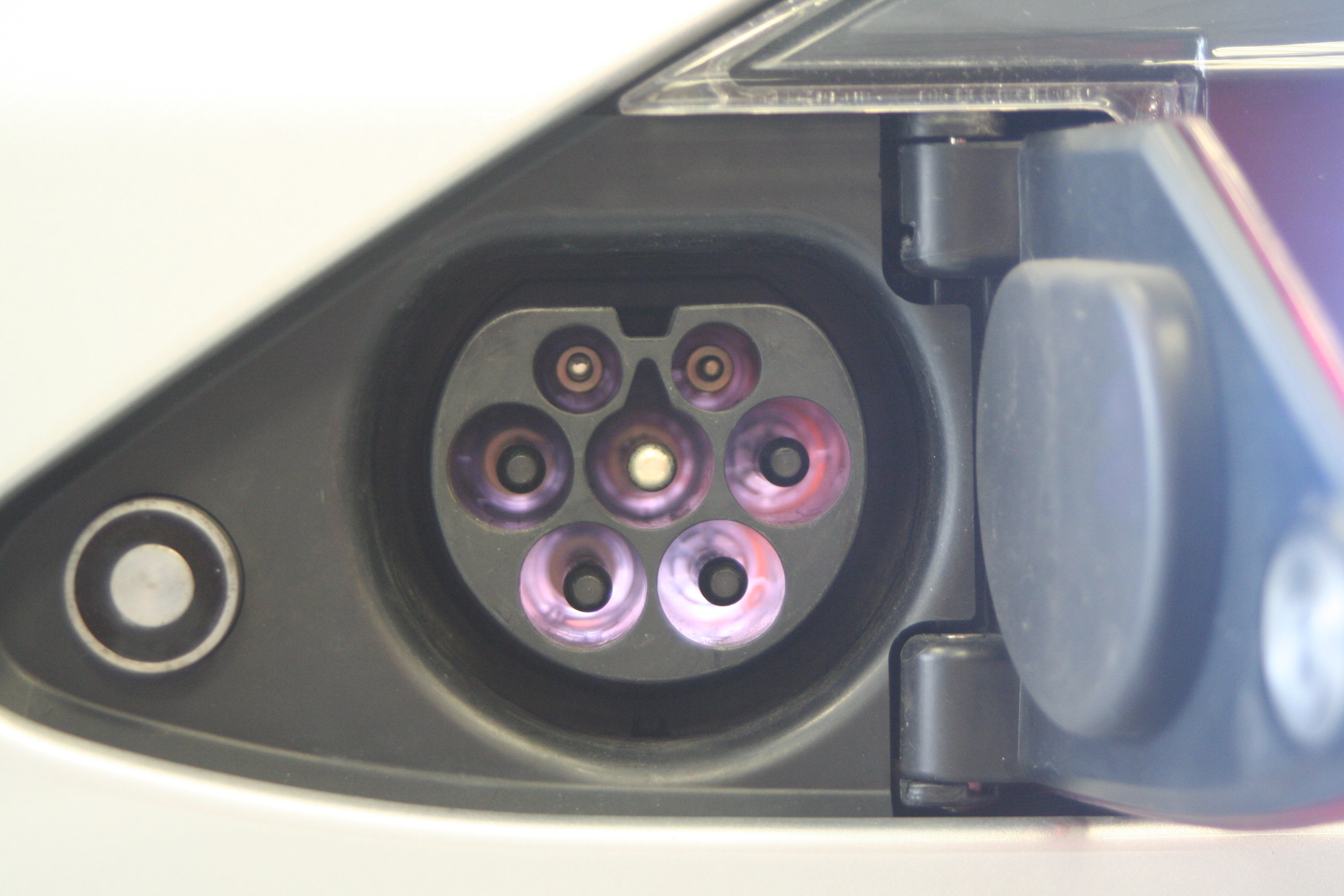
Prise Type 2 de 120 kW montée sur les Tesla Model S vendues en Europe